# Comes (titel)
Comes (latinskt plural comites), följeslagare, var ursprungligen en informell beteckning, och senare en titel, i Antikens Rom. I den romerska republiken kallades rådgivare i en romersk ståthållares informella stab comites, men den kunde även beteckna germanska hövdingars följe av handgångna män. Under kejsartiden kom ordet att innefatta kejsarens följeslagare (comites principis) och flera ämbeten med titeln inrättades. Kejsar Hadrianus senatoriska följeslagare bildade ett permanent råd, och under Marcus Aurelius var dessa medlemmar i generalstaben. I det sena romarriket bars titeln av innehavarna av de högsta civila och militära befattningarna, till exempel fungerade comes sacrarum largitionum som en finansminister, och det fanns guvernörer i provinserna som hade titlar såsom comes Africae, comes Lugdunensis, comes Britanniae och comes littoris Saxonici. Titeln fanns kvar som namn på ämbeten nära kejsaren i Östromerska riket, medan den utvecklades till adelstitlar som franskans comte (motsvarande greve) i Västeruropa